# 飒漫画
《飒漫画》是由中国漫画家刘飒创立的中国动漫期刊，属于杭州飒舞天霁动漫有限公司，创立于2008年9月。主要连载刘飒的作品，而刘飒创立杂志的原因是因为自己的漫画在很多家杂志社刊载很乱，姐妹刊為《飒漫乐画》。2021年1月《颯漫畫》正式宣布停刊。

## 连载作品
- 《嘻哈小天才》、《嘻哈奇侠传》
- 《呛辣校园俏女生》
- 《撞上天敌二次方》
- 《穿越西元3000后》
- 《放屁星球》

《加油大魔王》
《王者名昭》
《三眼哮天录》
《凤逆天下》
《奇怪的苏夕》
《寻找前世之旅》
《萌三国》
《一课一练》